# Manas (China)

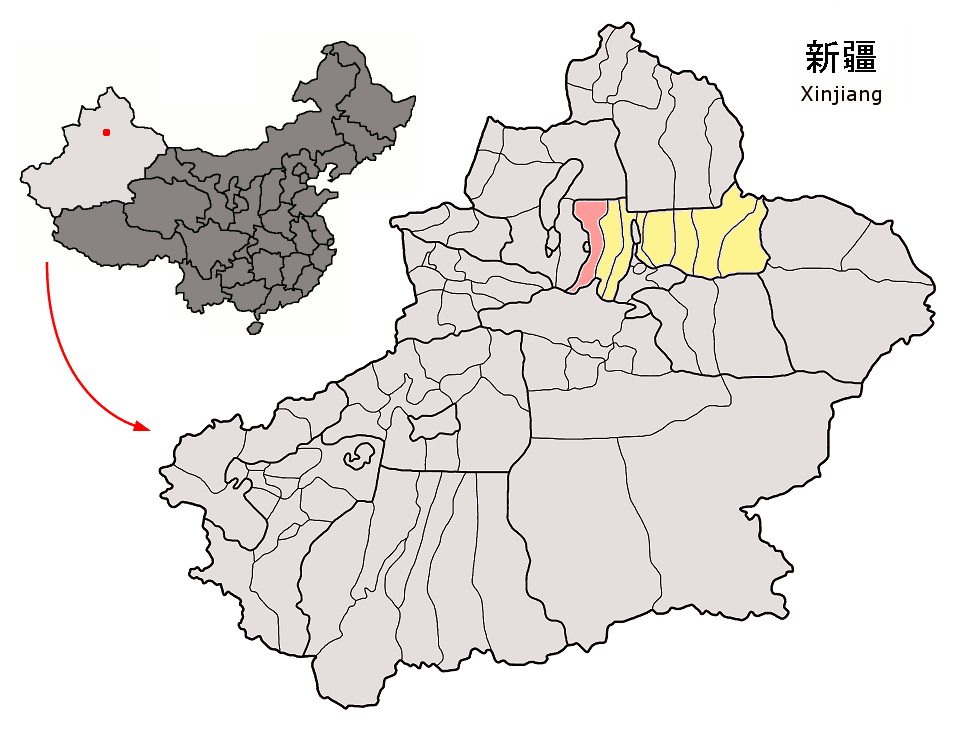
Localização de Manas em Sinquião.

Manas ou Suilai é uma cidade localizada em Sinquião (China).
No dia 17 de julho de 1864, a cidade foi tomada por rebeldes oriundos de Urumqi durante a Revolta Dungan..